# Plasan Sasa
Plasan Sasa (hebräisch פלסן סאסא) ist ein israelisches Rüstungsunternehmen und Fahrzeughersteller.

## Geschichte
Das Unternehmen wurde 1985 gegründet und ist auf die Produktion von gepanzerten Fahrzeugen, Panzerungen für Militärfahrzeuge, Luftfahrzeuge, Schiffe sowie zivile Sonderschutzfahrzeuge spezialisiert. Hauptabnehmer für die gepanzerten Fahrzeuge sind das US-Militär, die israelischen Streitkräfte sowie die israelische Polizei. Das Modell SandCat wird auch nach Bulgarien und Schweden exportiert.
Im Jahr 2006 erwarb Plasan Sasa die Automobilteile-Produktion von Vermont Composite in Bennington und gründete daraufhin die Plasan USA, Incorporated. Im Jahr 2008 wurde das Unternehmen in Plasan Carbon Composites umbenannt. Dort werden Kohlenstofffaserverstärkte Kunststoff-Karosserieteile unter anderem für Chevrolet Corvette, Dodge Viper SRT10 und Ford Mustang hergestellt.
2007 erwarb Plasan Sasa 45 Prozent der französischen L.S.I. Gruppe, zu der die Unternehmen AMEFO und Bérard gehören. AMEFO produziert unter anderem Panzerungen für französische Militärfahrzeuge (zum Beispiel den VBL), Bérard ist auf die Präzisionsbearbeitung von Blechen aus den verschiedensten Metallen spezialisiert.
Plasan Sasa wird als privat geführtes Unternehmen vom Kibbuz Sasa (Obergaliläa) betrieben und ist der drittprofitabelste Kibbuz-Betrieb des Landes. 2008 hatte das Unternehmen ca. 1.100 Mitarbeiter, davon 730 im Kibbuz Sasa sowie 200 in den USA und 160 in Frankreich. Zu Plasan Sasa gehört ebenfalls das Unternehmen Plasan Re'em, deren Sitz und Werk im Industriepark Dalton im Moschav Dalton liegt.

## Produkte (Auswahl)

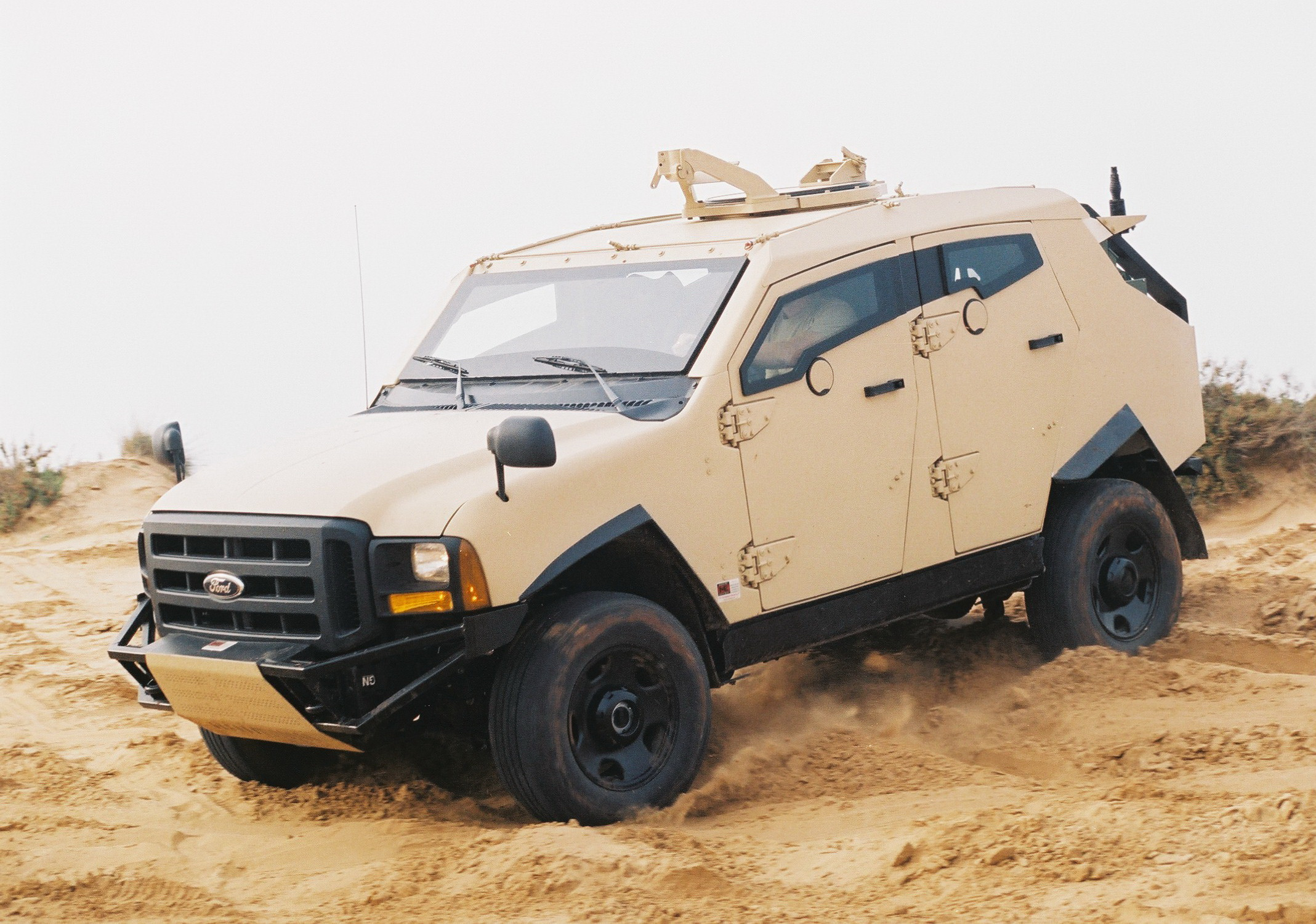
Plasan Sand Cat
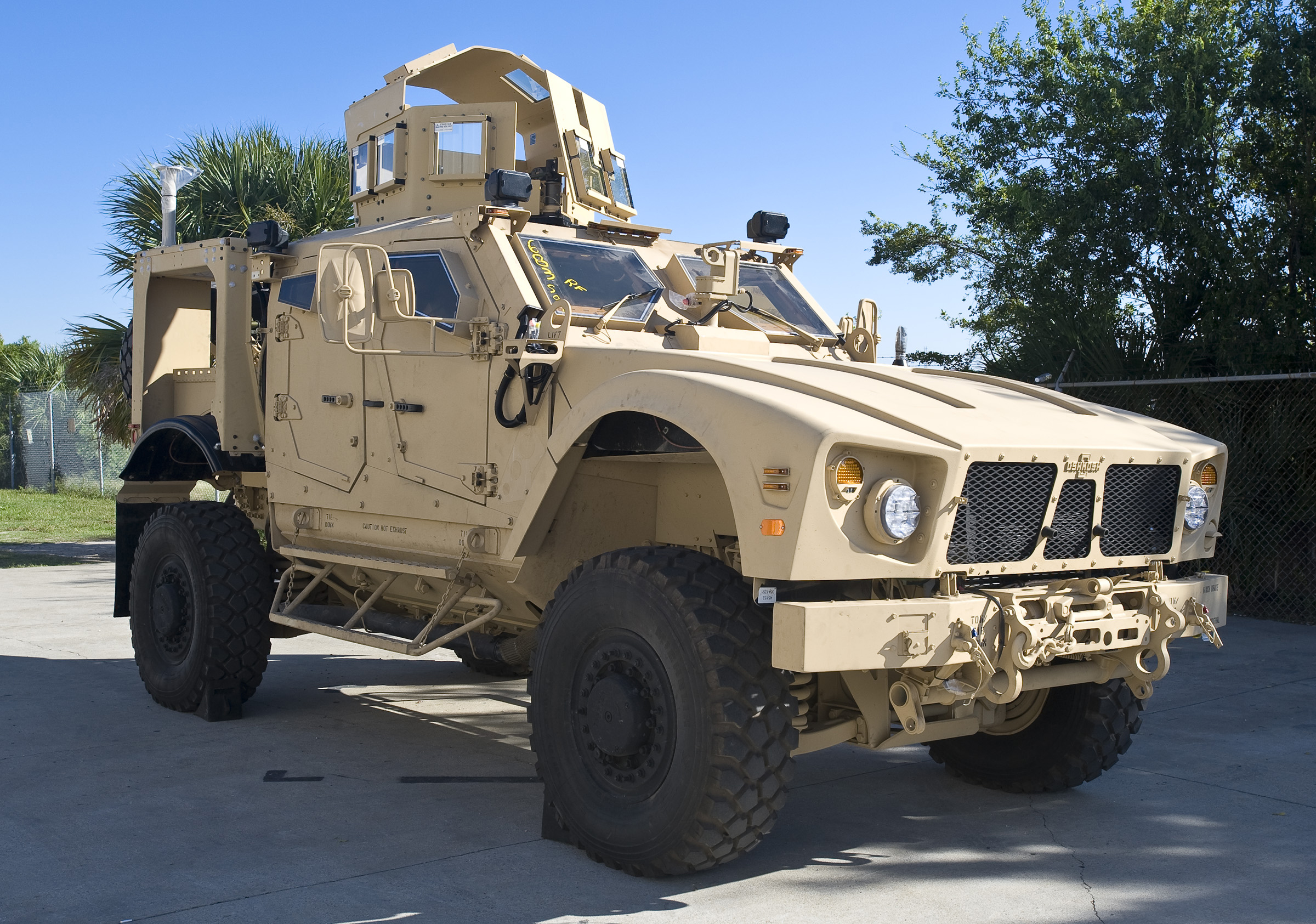
Oshkosh M-ATV
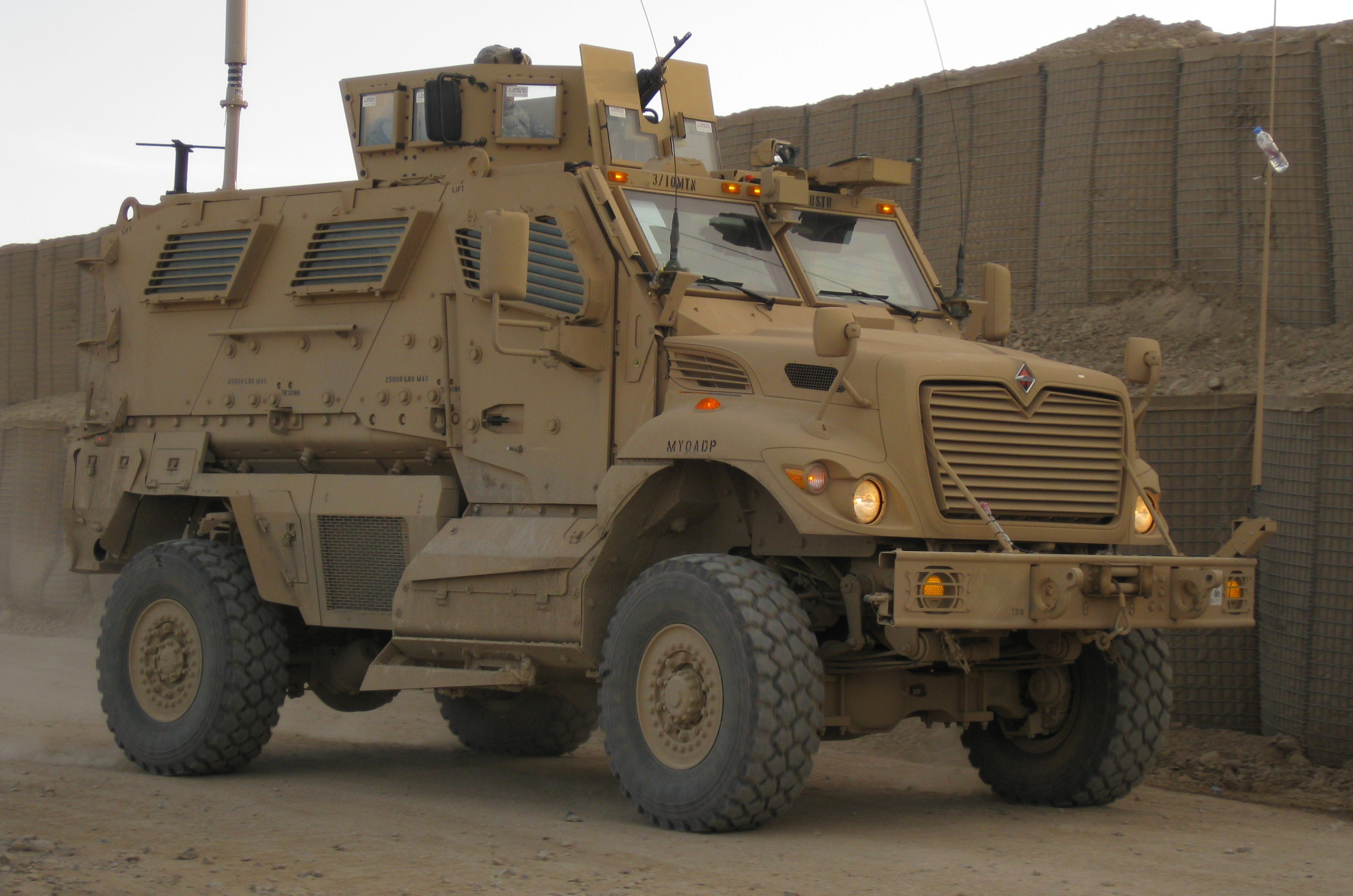
Navistar MaxxPro Dash
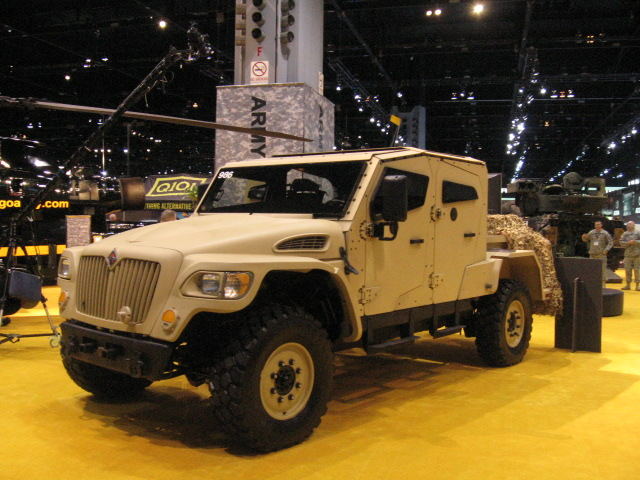
MXT-MVA
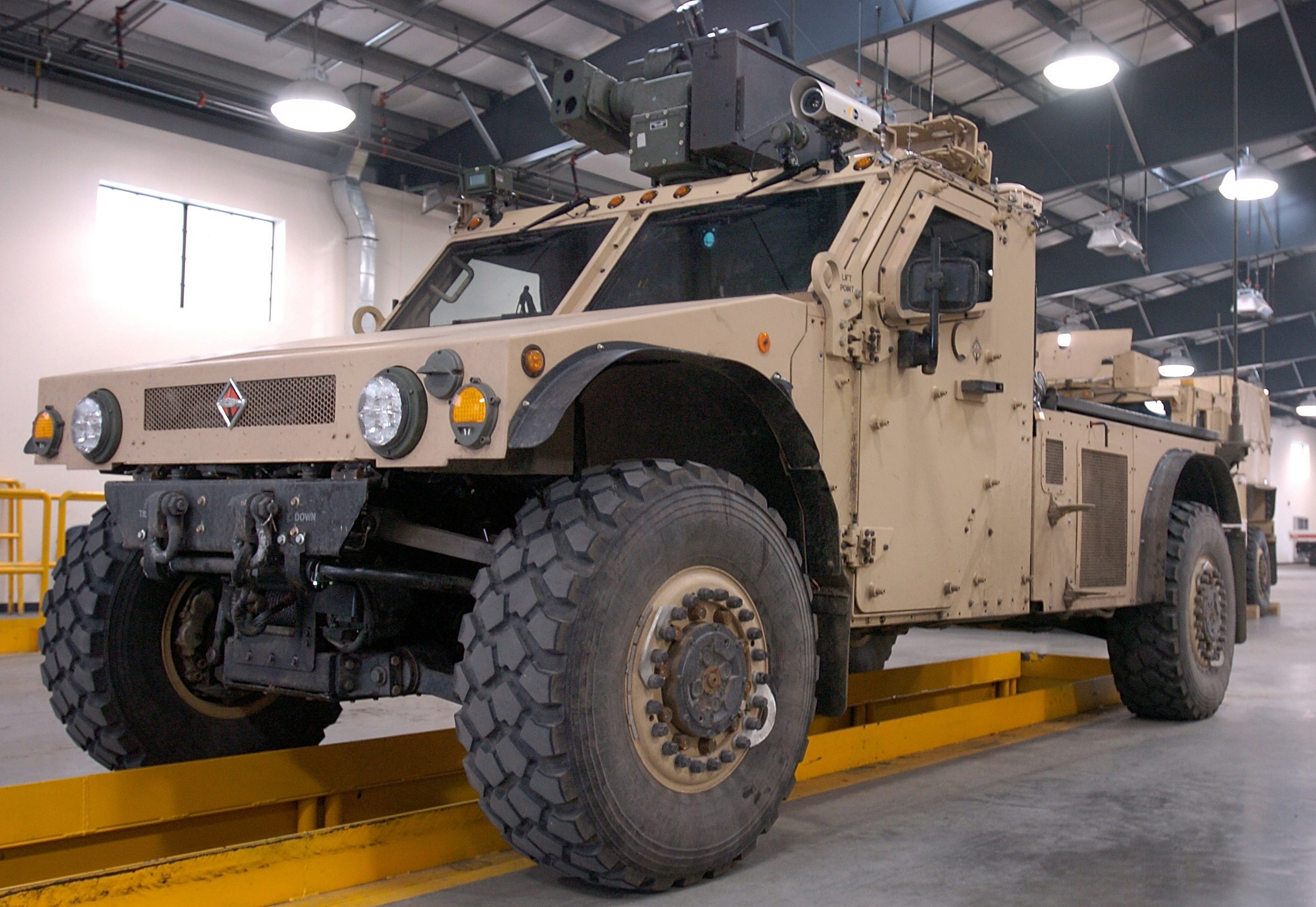
Future Tactical Truck Systems
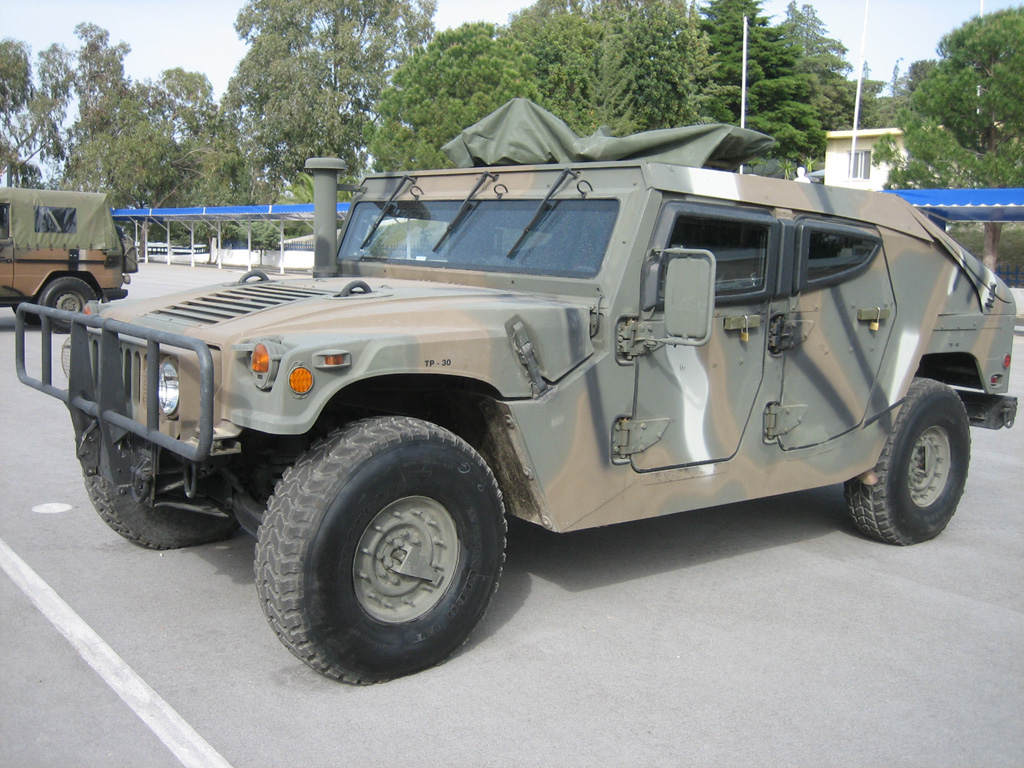
M1114GR
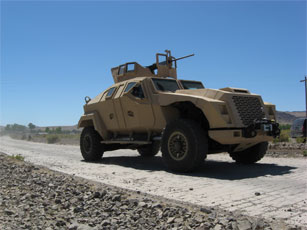
Joint Light Tactical Vehicle
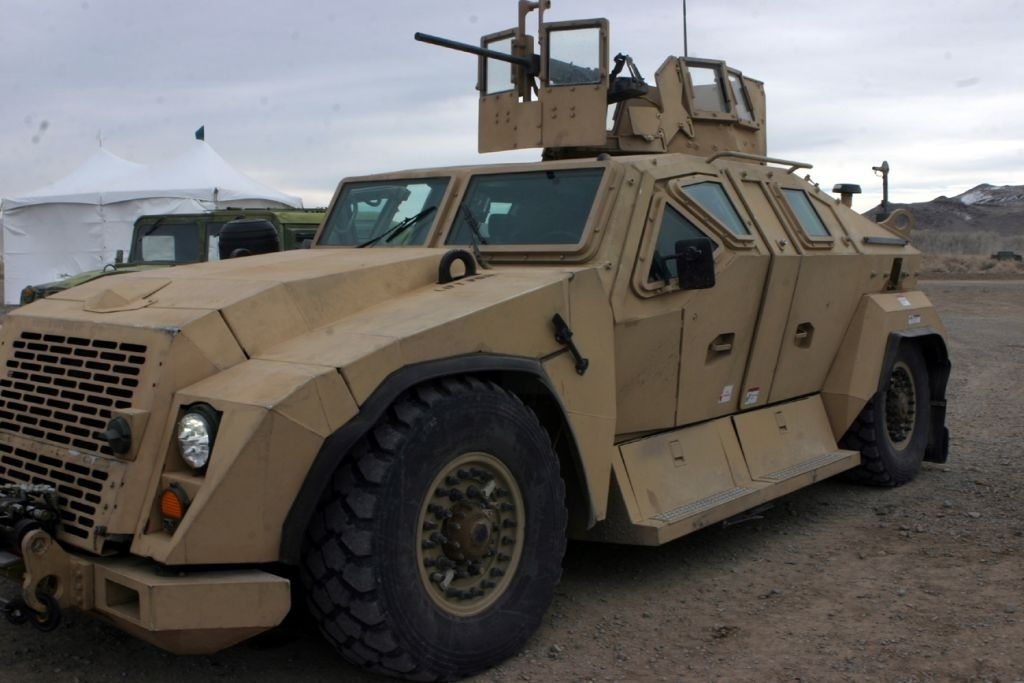
Combat Tactical Vehicle
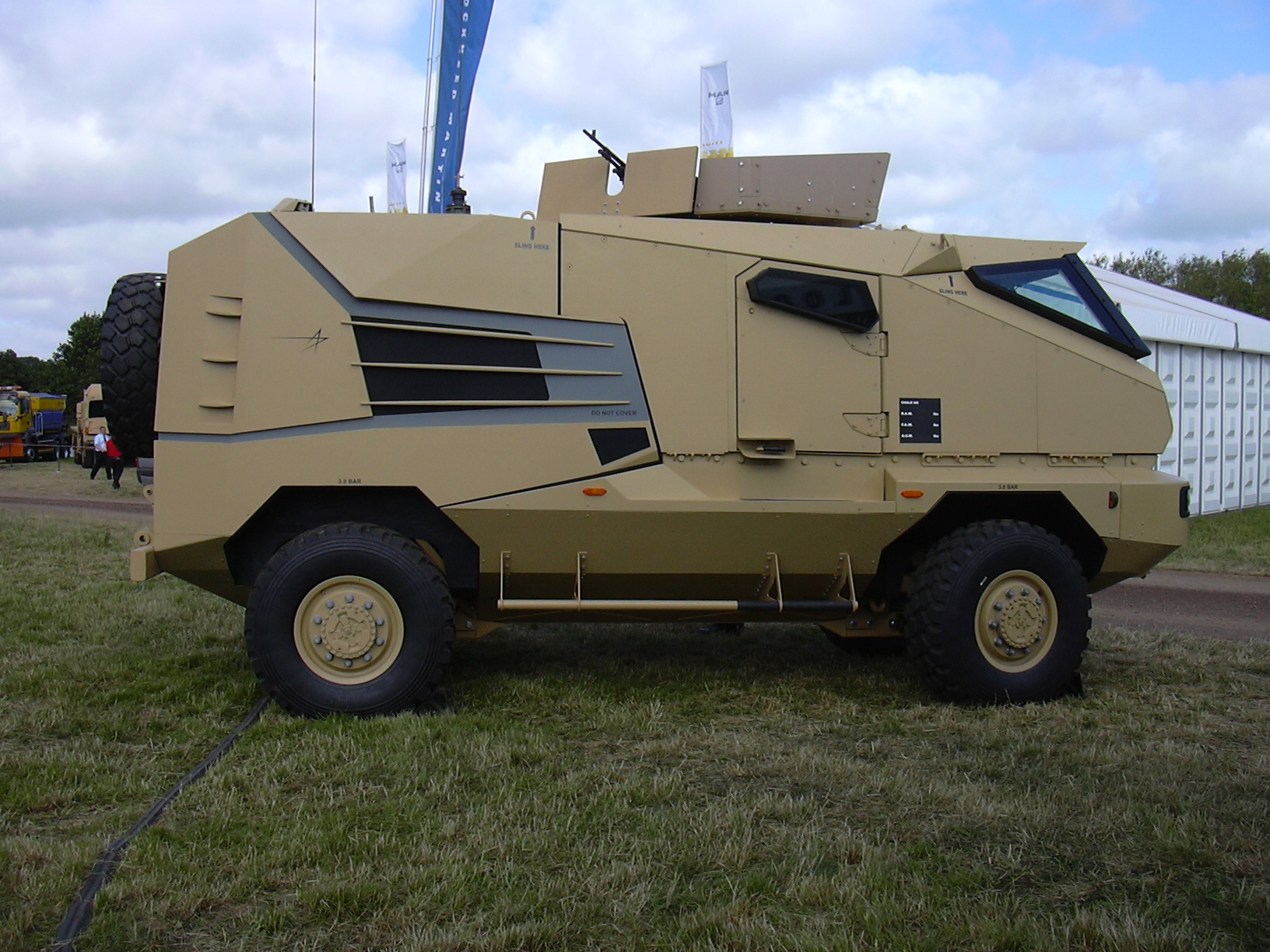
Lockheed Martin AVA-1
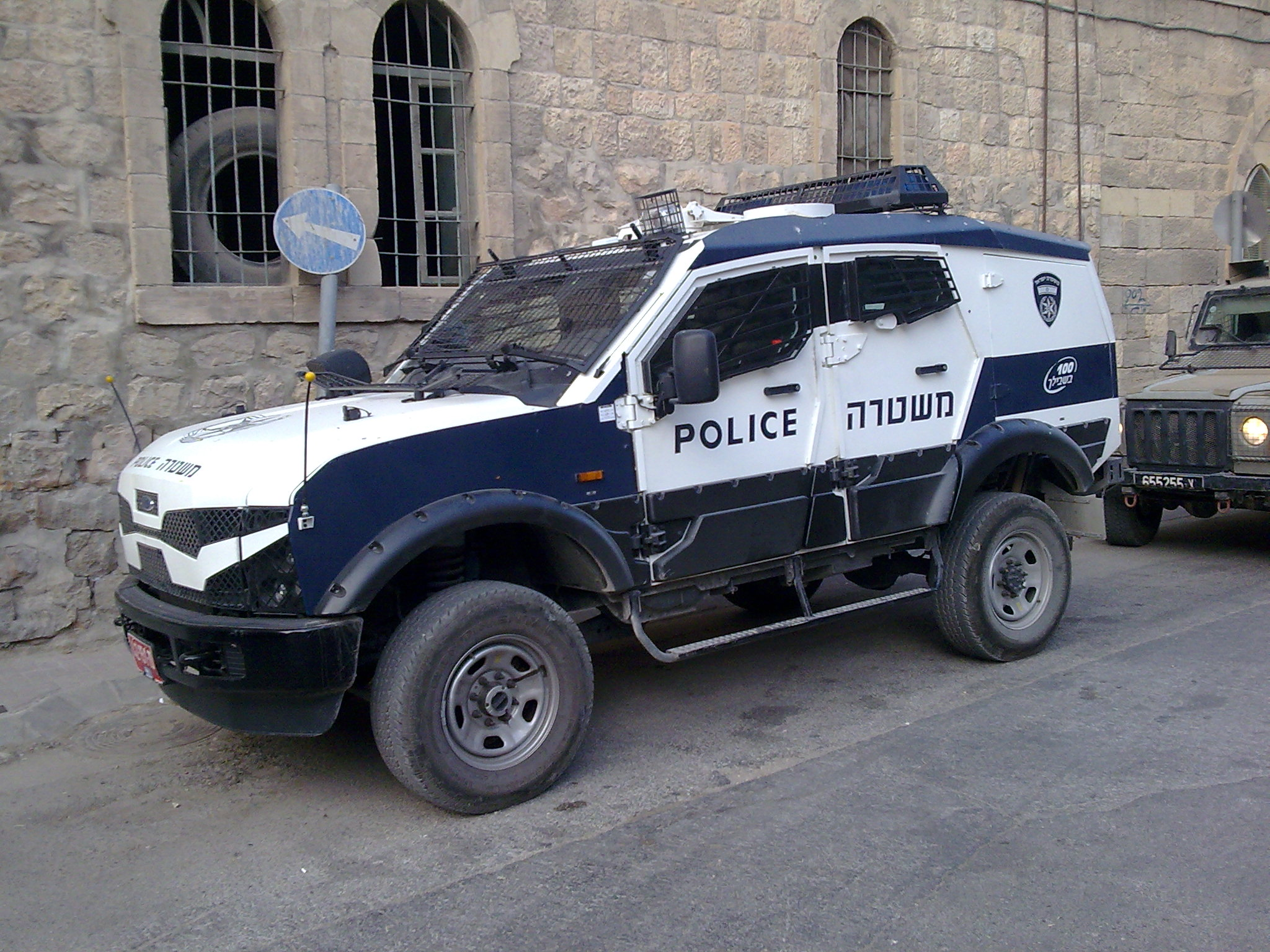
Plasan Sand Cat neuere Generation
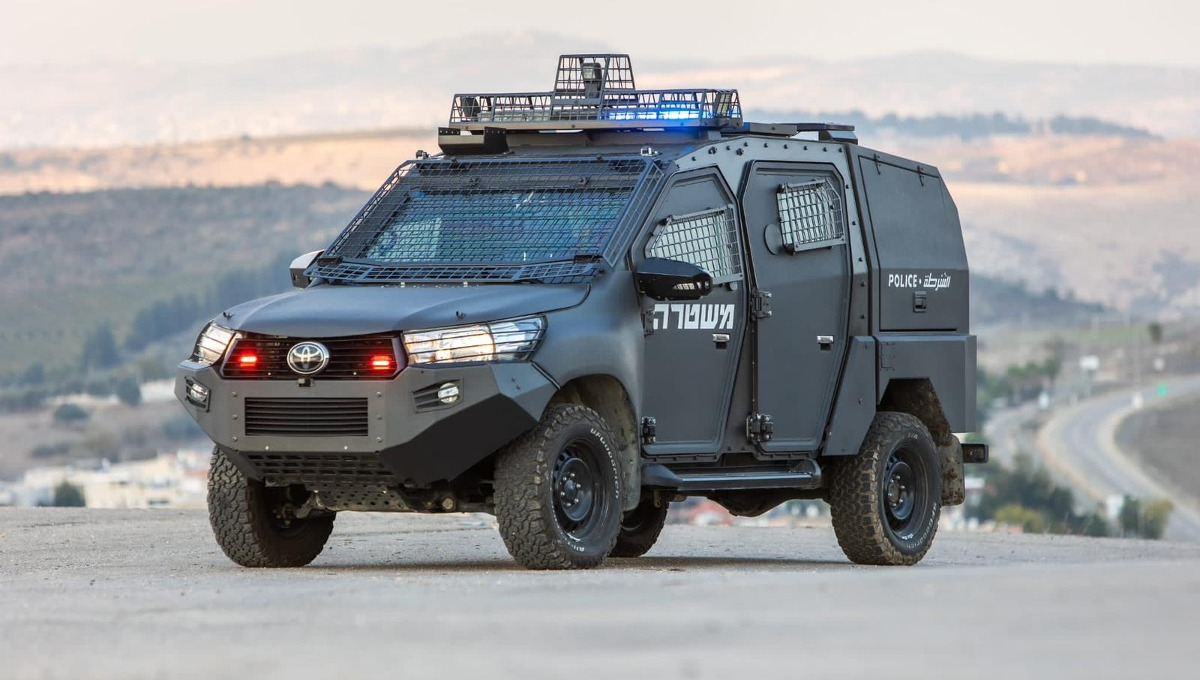
Plasan IBEX

### Militärfahrzeuge
- DAF Tropco
- Freightliner M-915 (Lizenzbau)
- HMMWV M1114GR (Lizenzbau des HMMWV der AM General Corporation)
- HMMWV M1118GR (Lizenzbau des HMMWV der AM General Corporation)
- International FTTS
- International MaxxPro
- International MXT-MVA
- Mack Granite
- Lockheed Martin AVA
- Oshkosh MTVR
- Oshkosh M-ATV
- Plasan SandCat (auf Basis der Ford F-Serie)
- Plasan Hyrax (auf Basis der Mercedes-Benz G-Klasse)
- Plasan IBEX (auf Basis der Toyota Hilux-Serie)

### Sonderschutzfahrzeuge
gepanzerte zivile Sonderschutzfahrzeuge, zum Beispiel auf Basis von
- Jeep Cherokee
- Land Rover Defender
- Nissan Navara
- Toyota Landcruiser
- VW Transporter

### Schutzausrüstung
- Schutzwesten
- Taktische Einsatzschilde